# San Francisco de la Soledad
San Francisco de la Soledad es una localidad del estado mexicano de Jalisco. Es parte del municipio de Tonalá.

## Toponimia
El nombre «San Francisco» hace referencia al santo patrono de la localidad: Francisco de Asís.

## Demografía
| Gráfica de evolución demográfica |
|                                  |

| Censo | Población |
| ----- | --------- |
| 1940  | 130       |
| 1950  | 90        |
| 1960  | 236       |
| 1970  | 251       |
| 1980  | 362       |
| 1990  | 638       |
| 2000  | 809       |
| 2010  | 3 713     |
| 2020  | 8 049     |